# L'Anneau des Nibelungen (manga)
Pour les articles homonymes, voir L'Anneau des Nibelungen.
L’Anneau des Nibelungen (ニーベルングの指環, Nibelung no yubiwa) est un manga en dix volumes de Leiji Matsumoto sorti aux éditions Shinchosha au Japon ; le personnage principal est Albator. En France, la série est sortie aux éditions Kana.
Il est inspiré du cycle de quatre opéras de Richard Wagner, L'Anneau du Nibelung (appelé aussi en français Tétralogie et en allemand Ring).

## Synopsis
Le célèbre capitaine Albator et son équipage partent à la recherche de l'or du Rhin, un métal très précieux capable de contrôler le temps, car celui-ci est tombé entre de mauvaises mains et transformé en un anneau au pouvoir extrêmement puissant.

## Personnages
Par ordre d'apparition.
- Emeraldas
- Tochirô
- Miimé
- Les Filles du Rhin
- Albator
- Tadashi Daiba
- Maetel
- Albérich
- Yattaran
- Wotan
- Fricka
- Erda
- Fasolt
- Fafner
- Loge
- Freia
- Great Harlock
- Docteur Ôyama
- Colonel Eatherlooter
- Général Bolkazander
- Brünhilde
- Le patron du Great Saloon
- Gouverneur Flinnatabeth
- Le directeur de l'hôtel Métalbloody
- Zabella
- Hellmotheria
- Hagen

## Vaisseaux
- L'Arcadia 3 : c'est le vaisseau qu'Albator commande dans L’Or du Rhin
- Le Death Shadow 1 : c'est le vaisseau du père d'Albator, Great Harlock.
- Le Death Shadow 2 : c'est le premier vaisseau que Toshiro achève alors qu'il n'est encore qu'un jeune garçon. Il a le même aspect que l'Arcadia du manga Capitaine Albator.
- Le Galaxy Express 999 : c'est le vaisseau à bord duquel voyagent Maetel et Emeraldas juste après avoir quitté la Métal.
- Le Queen Emeraldas : c'est un vaisseau millénaire qui attendait sur Métalbloody l'arrivée de son capitaine : Emeralda.
- Le Yamato : c'est un vaisseau légendaire qui a pris son envol en 2199
- Le Mohoroba : c'est un des vaisseaux les plus puissants de tous les temps avec le Yamato et l'Arcadia.
- Le Dragon de Feu : c'est un vaisseau venu du néant qui semble appartenir aux métanoïdes.
- Le Phantasma : ce vaisseau utilise un système de propulsion par déplacement des ténèbres : le dark line. Il est piloté par Hagen, fils d'Albérich.

## Manga

### Prépublication
La première partie, L’Or du Rhin, a été publiée dans la revue Chûkosha, revue de voitures d'occasions, du 10 octobre 1990 au 25 novembre 1992.
La deuxième partie, Les Walkyries a été publiée sur le site Webshincho.com, magazine en ligne qui aujourd'hui n'existe plus, d'avril 1997 à février 1998, la troisième partie de mars 1998 à juin 1999. La quatrième partie, Le Crépuscule des Dieux reste inachevée et n'a jamais été publiée en volume.

### Publications
Ce manga en 8 tomes (3 tomes au Japon) est édité à partir de janvier 1992 par Shinchôsha et traduit en 2004 chez Kana.

#### Édition japonaise
1. L’Or du Rhin (Janvier 1992)
2. La Walkyrie (Septembre 1998)
3. Siegfried (Décembre 1999)

#### Édition française
1. L’Anneau des Nibelungen : Tome 1 : L’Or du Rhin 1re partie (16 octobre 2004)
2. L’Anneau des Nibelungen : Tome 2 : L’Or du Rhin 2e partie (4 décembre 2004)
3. L’Anneau des Nibelungen : Tome 3 : L’Or du Rhin 3e partie (4 février 2005)
4. L’Anneau des Nibelungen : Tome 4 : La Valkyrie 1re partie (1er avril 2005)
5. L’Anneau des Nibelungen : Tome 5 : La Valkyrie 2e partie (10 juin 2005)
6. L’Anneau des Nibelungen : Tome 6 : Siegfried 1re partie (26 août 2005)
7. L’Anneau des Nibelungen : Tome 7 : Siegfried 2e partie (21 octobre 2005)
8. L’Anneau des Nibelungen : Tome 8 : Siegfried 3e partie (2 décembre 2005)

## Résumés des chapitres

### Tome 1

#### Ring 1: Miimé, la sorcière légendaire
Un vaisseau humanoïde tente, en vain, de communiquer avec l'astéroïde Akrucyon. L'astéroïde semble déserté. Les analyses temporelles renvoie l'image d'un accident de voiture, une très ancienne voiture datant du XXe siècle. Un objet volant de petite taille se pose sur le vaisseau. À bord, deux humains, Emeraldas et Tochirô. Ils sont à la recherche de Miimé. Ils empruntent une navette pour se rendre sur l'astéroïde et retrouve Miimé aux commandes d'un orgue sophistiqué.

#### Ring 2: Les Filles du Rhin
Les radiations musicales semblent être à l'origine de la disparition des habitants d'Akrucyon. Emeraldas et Tochirô découvrent qu'il ne s'agit pas de Miimé mais d'un hologramme. Cette dernière s'excuse d'avoir quitté l'équipage d'Albator et explique qu'elle se trouve sur la planète Rhin, que son or est sur le point d'y être dérobé et qu'un anneau va être forgé avec celui-ci. Trois filles veillent sur cet or. Si l'anneau est forgé, l'univers sera plongé dans les ténèbres. L'hologramme de Miimé disparaît après que celle-ci crie à l'aide. Emeraldas et Tochirô se rendent sur Rhin pour lui venir en aide. Lorsqu'ils arrivent, Miimé leur apprend que l'or a été dérobé. Elle décide de rejoindre Albator et son vaisseau. Albator arrive quelques instants plus tard pour retrouver ses amis. Après leur départ, Rhin disparaît. Albator promet à Miimé de mettre la main sur le voleur.

#### Ring 3: L’Anneau des Nibelungen
La Terre. Le professeur Tadashi Daiba rencontre une jeune fille, Maetel, qui connaissait son père. Tadashi a repris le travail de son père. Maetel lui explique qu'un homme va se présenter à lui et lui demander de forger un anneau d'or. Elle demande à Tadashi de ne forger cet anneau sous aucun prétexte. Alors que Tadashi vient de quitter Maetel, il est attaqué par un inconnu. Il se réveille dans son laboratoire. Face à lui, Albérich qui lui demande de forger l'anneau. Tadashi exécute ses ordres sans broncher. Lorsque l'anneau est forgé, Tadashi est abattu par Albérich.

#### Ring 4: L’Arcadia
Tadashi n'est pas mort. Il avait activé sa protection pare-balles. Il reprend connaissance et est face à un autre inconnu qui n'est autre que Toshirô qui s'avère être lui aussi un ami de son père. Toshirô donne à Tadashi le cosmodragoon de son père et l'invite à l'accompagner à bord de l'Arcadia, troisième du nom, précise Toshirô. On apprend qu'il existe neuf versions de l'Arcadia. Après une visite du vaisseau, Toshirô donne son poste à Tadashi qui sera chargé de gérer la bibliothèque et de répertorier tout ce qu'il trouve sur la légende de l'Anneau des Nibelungen. Une fois le travail terminé, Tadashi sort de la bibliothèque et tombe sur Toshirô effondré sur le sol. Lorsqu'il reprend ses esprits, celui-ci lui apprend qu'il est atteint d'une grave maladie mais demande de garder le secret.

#### Ring 5: Le Walhalla intemporel
Tadashi rencontre Miimé puis Albator. Il reste avec Miimé avec laquelle il échange des connaissances sur les mystères de l'anneau. Miimé est la sœur d'Albérich. Elle lui explique que l'intemporalité du Walhalla s'est arrêtée lorsque l'anneau a été forgé et qu'une nouvelle fois, une bataille va éclater.

#### Ring 6: Albérich
Albator est à la poursuite d'Albérich mais le vaisseau de ce dernier est bien trop rapide. Pourtant ce dernier s'arrête sur une planète qui s'avère être un vaisseau. Toshirô part en reconnaissance. Il s'enfonce dans un cratère qui va le conduire au cœur de cette étrange planète qui n'est autre qu'une autre planète plus petite.

#### Ring 7: Wotan, le roi des dieux
Miimé apprend à Tadashi qu'il s'agit du double vaisseau de Wotan que cette Miimé et son frère, Albérich, ont volé lorsqu'ils ont quitté le palais des dieux dans le Walhalla 650 millions d'années plus tôt. On apprend donc que Miimé a plus de 650 millions d'années et qu'elle est éternelle. Entre-temps, Toshirô découvre que le vaisseau est lui aussi très ancien mais doit fuir car la planète-vaisseau est sur le point d'exploser. Il fuit in extremis. Dans le Walhalla, Wotan et Fricka conversent sur l'arrêt brutal de l'orgue d'or. Ils se demandent pourquoi Miimé n'en joue plus. Ils admirent la construction d'une autre planète-vaisseau construite par les habitants du Riesenheim, des géants. Erda, la déesse de la connaissance, entre en scène et convainc Wotan de ne pas s'en prendre à Miimé et au forgeur de l'anneau, Tadashi car ils sont sous la protection d'un homme d'exception : Albator. Sur l'Arcadia, à la suite de l'explosion, l'espace entourant la planète et l'Arcadia fusionnent. Ils sont guidés par une force inconnue. Toshirô découvre une planète faite de métal. C'est le vaisseau que fait construire Wotan. La construction de ce vaisseau risque bien de s'arrêter car les géants Fasolt et Fafner n'ont plus la force de continuer. Il demande à Wotan de leur permettre d'aimer la belle Freia qui semble être le seul moyen pour eux de retrouver la force d'achever la construction. Wotan accepte à contre-cœur.

### Tome 2

#### Ring 8: Loge, dieu du feu
Albator et son équipage approche du Walhalla. Miimé emmène Tadashi en lieu sûr. Ailleurs, Emeraldas quitte Maetel pour rejoindre Toshiro qui semble être en danger. Albérich, lui, demande à Loge, le dieu du feu, de rendre son éclat à l'anneau qui devient au fils des heures de plus en plus rouge sang. Albérich s'apprète aussi à lancer son armada de vaisseau pour conquérir le Walhalla. Wotan s'inquiète de l'arrivée de cette armada car sa forteresse n'est pas achevée. L'Arcadia a atterri sur une planète étrange qui n'est autre que le Walhalla.

#### Ring 9: La Planète Rhin
Albérich fait escale sur la copie de la planète Rhin qu'il n'a plus visité depuis 100 ans. Il est raillé par les répliques des filles du Rhin. Blessé et vexé, Albérich détruit la copie de la planète. Entre-temps, Albator et Toshiro visitent la planète sur laquelle ils ont atterri. Toshiro est capturé par des végétaux tactiles qui l'emmène à l'intérieur. Il se retrouve dans un temple meublé de voitures anciennes.

#### Ring 10: La Déesse Freia
L'armada d'Albérich continue sa progression. Wotan et Fricka constatent qu'un vaisseau isolé se dirige également vers le Walhalla. À son bord, Emeraldas qui va retrouver l'Arcadia. Toshiro monte à bord d'un des véhicules qui l'emmène au cœur d'une jungle luxuriante. Il y rencontre Freia, l'organiste du temps. Elle lui révèle qu'elle et Miimé y ont vécu longtemps et que c'est Miimé qui lui a appris à jouer de l'orgue. Freia demande à Toshiro de la protéger des géants Fafner et Fasolt.

#### Ring 11: Warp
Freia amène Toshiro à son orgue. Elle lui demande de le réparer. Lorsque Toshiro sort de l'orgue, il est assommé par les géants. Lui et Freia sont enlevés mais Miimé réussi à libérer Toshiro. Miimé décide de réparer l'orgue. Elle demande à Toshiro de la sortir de l'orgue dans l’heure sinon elle sera dissoute. L'Arcadia lui s'approche de la position de l'orgue du temps. Wotan exige qu'on lui amène Toshiro qui est de nouveau enlevé par un insecte géant. Miimé est toujours dans l'orgue et la fin de l'heure approche. Heureusement, l'Arcadia la sauve in-extremis non sans endommager l'orgue. Le temps devient incontrôlable et les dieux commencent à vieillir. Autre conséquence, Argé et Sandsaïna, les deux satellites du Walhalla, sont sur le point d'entrer en collision. Grâce au Warp, la flotte d'Albérich est à proximité du Walhalla, tout comme le vaisseau d'Emeraldas. Toshiro se retrouve face aux dieux.

#### Ring 12: Les Illustres Meister
L'Arcadia quitte le centre de la planète pour rejoindre la forteresse des géants. Toshiro, enfermé dans une chambre, est rejoint par Freia qui lui permet de s'échapper. La porte de la forteresse s'ouvre et l'Arcadia peut s'y engouffrer. Lorsque Freia et Toshiro rejoignent l'Arcadia à l'intérieur de la forteresse, le vaisseau est déserté. La flotte d'Albérich est en position d'attaque mais les chevaliers armés du nibelung sont impuissants face au dragon qui habite la forteresse. Toshiro assiste aux suicides de ces derniers.

#### Ring 13: Le Départ
Freia et Toshiro arrivent au centre de la forteresse qui s'éloigne du Walhalla. Wotan s'inquiète du départ de la forteresse. Les dieux sont désormais livrés à eux-mêmes. Les géants, Albator et l'équipage de l'Arcadia accueillent Freia et Toshiro. Albator apprend que la force du dragon est incontrôlable. Leur discussion est interrompue par un appel à l'aide d'Albérich qui est coincé dans le dragon. Il demande l'aide de Miimé. Elle accepte en échange de l'anneau. Albérich est sauvé et tient sa promesse. L'anneau est en de bonnes mains. Tadashi affirme qu'il pourra le fondre, ainsi il ne sera plus une menace. Les géants offrent un nouvel orgue à Freia. Tous deux sont renvoyés vers le Walhalla. Le flux du temps reprend alors son cours normal. Tout semble rentrer dans l'ordre mais Erda apprend à Wotan que cette perturbation du temps a permis à de nombreux ennemis de se réveiller. Des démons, les monstres et les créatures abominables commencent à errer dans l'univers. Toshiro décide de retourner à son laboratoire secret pour convertir l'Arcadia en un modèle plus puissant.

### Tome 3

#### Ring 14: Prologue à la légende
Alors que l'Arcadia est attaqué par deux vaisseaux, Miimé se remémore le temps passé, l'époque où Great Harlock, le père d'Albator, combattait les Walkyries. C'était en 2964, Great Harlock quitte la Terre à bord du Death Shadow, le tout premier vaisseau spatial de la dynastie des Harlock, les chevaliers-pirates d'acradie.

#### Ring 15: La Légende de Great Harlock
Miimé, Albator et Toshiro se remémorent leur passé à bord du Death Shadow no 1 alors qu'ils naviguaient, enfants, avec leurs pères, Great Harlock et le docteur Ôyama. À cette époque, Ôyama et Harlock vivent dans les bas-fonds. Ils sont considérés, comme beaucoup, comme des parias. Un jour Ôyama est blessé par un militaire alors qu'il cherche une pièce pour son vaisseau dans un décharge. Révolté, Harlock décide de le venger. Il se rend chez le gouverneur Bolkazander et demande que le colonel Eatherlooter, celui qui a tiré sur Ôyama se présente. Dès que le colonel entre dans la pièce, il tire dessus et le blesse à l'épaule. Ensuite, Harlock plante une dague sur le bureau du gouverneur et donne comme instruction de ne jamais y toucher tant que les pirates ne serons pas venu la rechercher. Harlock quitte le bureau du gouverneur. Quelques instants plus tard, le Death Shadow no 1 s'extirpe des bas-fonds. Les pirates quittent la Terre.

#### Ring 16: Le Death Shadowno1
Le Death Shadow I quitte la Terre dans un vacarme effrayant. Le Jolly Roger terrifie les dirigeants de la Terre. Pourtant, ils sont interceptés par trois vaisseaux dont Great Harlock se débarrasse rapidement. Bravant la menace de Harlock, le colonel Eatherlooter tente de retirer le poignard de la table mais lorsqu'il touche le poignard, il est projeté contre le sol et meurt. Bolkazander demande qu'on scelle la pièce.

#### Ring 17: Brünhilde, la fille chérie
Alors que le Death Shadow I quitte la Terre, Wotan au Walhalla prépare sa revanche. Afin d'empêcher le fils de lui nuire quelques décennies plus tard, le roi des dieux décide de s'en prendre à son père, Great Harlock. Il confie à Brünhilde, la Walkyrie, la mission de mettre le pirate et son équipage hors d'état de nuire. Sur Terre, le gouverneur exécute plusieurs habitants des égouts afin de faire pression sur Harlock. Freia joue la chevauchée des Walkyries qui guidera Brünhilde et ses huit sœurs vers la victoire.

#### Ring 18: La Chevauchée des Walkyries
La chevauchée s'entend jusqu'à bord du Death Shadow I. Les Walkyries partent intercepter le vaisseau de Harlock qui se dirige vers Heavy Melder, le plus grand port commercial de l'Univers.

#### Ring 19: La Planète Heavy Melder
Les jeunes Albator et Toshiro ont provoqué une explosion au sein du Death Shadow I. Toshiro montre des capacités extraordinaires d'ingénieur. Alors qu'ils arrivent sur Heavy Melder, le Death Shadow I croise le Yamato, le croiseur légendaire. Great Harlock et le docteur Ôyama se rendent au Great Saloon. Ils y croisent des métanoïdes qui assassinent le patron du saloon, un vieil ami de Harlock. Ensuite, le machiner explose. Une femme dépose un bouquet de fleur sur le tué. Cette femme c'est Brünhilde. Elle est là pour les éliminer.

#### Ring 20: L’Orgue de Freia
Wotan semble inquiet que Harlock ait appris l'existence des métanoïdes. Le Death Shadow I quitte Heavy Melder sans être inquiété par Brünhilde. Dans une des soutes, le jeune Yattaran vient de terminer un canon Wave Motion, aidé par Albator et Toshiro. À cause d'un essai raté, il perce la coque, ce qui lui vaut une brimade de son père, Old Yattaran. L'orgue lui joue toujours, de plus en plus insistant. Dans l'infirmerie, le docteur Ôyama examine le deuxième métanoïdes. Son cœur est un moteur à fusion d'hélium 3. Cette découverte semble inquiéter le docteur et ses compagnons.

#### Ring 21: Le Maître des ténèbres
Harlock enterre l'homme de métal. Un dernier hommage lui est rendu avant que son cercueil soit envoyé dans l'espace. Miimé apprend aux pirates qu'au centre du Walhalla se trouve le redoutable maître des ténèbres, Wotan. Le Death Shadow I est à proximité d'un cargo qui est abordé par des pirates à la soldes des métanoïdes. Les Walkyries apparaissent et détruisent le navire pirate. Erda se présente auprès de Wotan pour lui parler de leurs enfants, les Walkyries.

### Tome 4

#### Ring 22: L’Insoumise
Wotan est furieux car sa fille Brünhilde a choisi de ne pas éliminer Great Harlock. Les walkyries finissent toujours par suivre les véritables héros. Wotan décide de rappeler sa fille grâce à l'orgue. Mais les Walkyries préfèrent se diriger vers Métalbloody, la planète des métanoïdes et des humanoïdes. Le Death Shadows I arrivent sur cette planète quelques instants plus tard.

#### Ring 23: Hôtel Métalbloody
Arrivé sur Métalbloody, Brünhilde et les walkyries demandent audience auprès du gouverneur Flinnatabeth. Elle lui demande des vêtements civiles pour se rendre à l'hôtel Métalbloody. Entre-temps, le directeur de cet hôtel reçoit la visite de Great Harlock et du docteur Oyama. Le directeur est un vieil ami pirate. Il leur apprend que l'anneau des Nibelungen est en possession de Fafner, le géant devenu dragon, qui le garde en compagnie de Luna, sa femme. Le Galaxy Express 999 atterrit sur Métalbloody à la grande stupéfaction d'Oyama.

#### Ring 24: Galaxy Express 999
Wotan lassé d'attendre des nouvelles de Brünhilde, envoie Zabella sur Métalbloody. À la réception de l'hôtel, une rixe naît entre un métanoïdes et deux jeunes filles, Maetel et Emeraldas. Hellmotheria, la madonne guerrière, s'interpose. Maetel et Emeraldas viennent de la Terre et font un voyage à travers l'espace et le temps. Hellmotheria rejoint ensuite Harlock et Oyama à une table. Ils sont rejoints par Brünhilde.

#### Ring 25: Une rencontre
Tandis que leurs pères sont à l'hôtel Métalbloody, Albator et Toshiro partent pour le val aux sorcières. Là-bas se trouve un vaisseau, le Queen Emeraldas. Les deux jeunes garçon le visitent. Toshiro est fasciné par l'ingénierie de ce vaisseau et décide de le réparer. Lorsqu'ils arrivent à la passerelle, ils tombent nez à nez sur Maetel et Emeraldas dont ils font la connaissance. Tous quatre parlent de leurs rêves d'avenir et Toshiro tombe amoureux d'Emeraldas. Cette dernière est attirée par le vaisseau. Elle en deviendra le capitaine. Un lien mystique s'établit entre elle et le vaisseau.

#### Ring 26: Le Val aux sorcières
Brünhilde révèle à Miimé, Harlock et Oyama sa terrible mission. Les quatre enfants continuent de visiter le Queen Emeraldas en évoquant leur avenir sous le regard bienveillant de Hellmotheria qui les observe au loin.

#### Ring 27: N’approchez pas Emeraldas!
Zabella est proche de Métalbloody. Le Queen Emeraldas lui a envoyé un message dans un vieux langage spatial l'avertissant de ne pas approcher de cette planète. Zabella est terrifiée mais Wotan lui met la pression. Zabella est dans l'atmosphère de la planète. Elle est irrésistiblement attirée vers le Queen Emeraldas. Lorsqu'elle arrive à sa hauteur, le vaisseau détruit celui de Zabella qui s'en sort. Elle s'apprête à ouvrir le feu sur les quatre enfants mais est empêchée par Hellmotheria.

#### Ring 28: Le temps ne trahit pas les rêves
Zabella et Hellmotheria admirent le départ du Queen Emeraldas. Dans un dernier baroud d'honneur, Zabella tire sur le Queen Emeraldas qui riposte immédiatement. Les quatre enfants quitte le mystérieux vaisseau. Maetel et Emeraldas reprennent leur route à bord du Galaxy Express 999.

### Tome 5

#### Ring 29: Le temps viendra
Albator rejoint son père, Miimé, Oyama et Brünhilde. Il leur apprend que Toshiro est amoureux. Après avoir bu un verre tous ensemble, Brünhilde et les Walkyrie quittent les pirates.

#### Ring 30: Shock Canon
Le Death Shadows combat un ennemi invisible à l'aide du Shock Canon mais des intrus ont réussi à monter à bord du vaisseau pirate.

#### Ring 31: De nouveaux ennemis
Des métanoïdes sont montés à bord. Maetel et Emeraldas, à bord du Galaxy Express 999, sont inquiètes. Harlock tente de déterminer pour qui ces intrus travaillent. Hellmotheria fait appeler Brünhilde pour comprendre ses agissement.

#### Ring 32: Impardonnable Brünhilde
Hellmotheria et les Walkyries débattent de l'avenir, du futur du Walhalla, d'Harlock, d'Oyama et de leur descendance. Brünhilde tente de savoir qui est le maître de Hellmotheria, sans succès. Zabella est de retour au Walhalla. Elle apprend à Wotan que Brünhilde a cessé le combat pour rencontrer Hellmotheria. Wotan décide de la punir. Il fera de le cercueil de cristal de l'orgue un cercueil éternel pour les walkyries.

#### Ring 33: Buvons à notre santé
Harlock accueille les walkyires à bord du Death Shadow. Les pirates et les walkyries se retrouvent autour d'un verre. Brünhilde apprend aux jeunes Albator et Toshiro qu'un jour il détruiront le Walhalla. Les walkyries quittent ensuite le Death Shadow.

#### Ring 34: Le Cercueil de cristal éternel
Les walkyries reviennent à l'époque de Wotan. Wotan demande à Freia de détruire le Death Shadow grâce à l'orgue à ondes gravitationnelles. Brünhilde et ses sœurs se présentent auprès de Wotan. Elle fait part à son père de ses hésitations à détruire les pirates. Wotan punit les walkyries et les enferme dans le cercueil de cristal.

#### Ring 35: Une vision du futur
Wotan envoie Freia supprimer tous les passagers du Death Shadow. Le vaisseau arrive à portée du vaisseau pirate mais Freia ne les attaque pas. Elle veut s'assurer des intentions pacifiques des habitants du Death Shadow. À bord, Freia montre aux deux enfants terribles leur futur Arcadia. Convaincue des bonnes intentions des enfants, elle révèle à Harlock que le cercueil de cristal a été programmé pour plonger dans la grande rivière de Rhin et demande aux pirates de libérer les walkyries. Le Death Shadow se pose sur Technologia.

### Tome 6

#### La distorsion temporelle
Rhin est attiré par un trou noir. Des perturbations spatio-temporelles se manifestent. L'or du Rhin semble avoir été dérobé. Les pirates du Death Shadow se dirigent vers la planète.

#### Notre futur vaisseau
Le cercueil de cristal des walkyries est en dangereuse posture. Il finit par atterrir sur Rhin. Albator et Toshiro provoquent une nouvelle explosion à bord du Death Shadow en travaillant à un mini moteur. Miimé révèle que le futur Arcadia sera un des plus puissants vaisseaux de l'univers avec le Yamato, qui a pris son envol en 2199, le Mohoroba et le Queen Emeraldas. Miimé quitte ensuite de Death Shadow pour rejoindre Rhin.

#### L’Astéroïde Reiji
Miimé va jouer de l'orgue pour rendre l'équilibre à toute la planète Rhin. Albator et Toshiro prévoient d'achever le Death Shadow 2 avant de construire l'Arcadia. Pour ce faire les pirates se rendent sur l'île aux pirates, l'astéroïde Reiji 6565. C'est l'astéroïde de leurs ancêtres. Là-bas se trouve une base de repos et un hangar équipé de robots pour construire des vaisseaux.

#### Death Shadow 2
Le Death Shadow pénètre dans l'astéroïde Reiji. Les walkyries sont libérés de leur cercueil de cristal. Elle quitte Rhin. Dark Queen, la mystérieuse reine des ténèbres profite du déséquilibre de Rhin pour envahir notre univers. Arrivé au cœur de l'astéroïde, Albator et Toshiro découvrent le Death Shadow 2. Harlock propose que les deux enfants en achèvent la construction. Wotan découvre que Miimé joue de l'orgue sur Rhin et que le Death Shadow est introuvable.

#### Arcadia de ma jeunesse
Freia identifie l'astéroïde Reiji. Rhin s'écarte du trou noir pour retrouver son orbite. Wotan décide de faire appel à Albérich qui a dérobé l'or et qui se dirige vers la Terre. Toshiro révèle ses projets autour de l'Arcadia : sa taille, son moteur qui pourra héberger son esprit. Leurs pères sont émus. Les androïdes ont pratiquement terminé le Death Shadow 2.

#### Le 9 septembre 2199
Un vaisseau de Wotan en approche de Reiji est immédiatement détruit. Une escadrille menée par Freia tente ensuite une approche mais elle est attaquée par les walkyries. Pendant ce temps, Albator et Toshiro sont sur la plage. Ils plongent pour admirer au fond de l'eau une stèle de leurs ancêtres Kei et Rei. Sortis de l'eau, ils voient le Galaxy Express 999 atterrir. Brünhilde est à son bord. À l'extérieur, le Queen Emeraldas est en approche.

#### La Destinée
Le Queen Emeraldas émet des ondes cérébrales qui lui permettent d'ouvrir le sas et de pénétrer dans l'île aux pirates. Le vaisseau demande que Toshiro le répare. Sur la plage, Brünhilde amène Freia dans l'eau pour lui rendre la vie.

#### Ma mère s’appelle Prométhéum
Alors que les pirates sont à bord du Queen Emeraldas pour y écouter la demande du vaisseau, Wotan fait appel à de nouveaux guerriers : les combattants de la galaxie du dragon de feu. Maetel évoque leurs futurs : sa rencontre avec Tetsurō et celle d'Albator avec Maja. Elle parle ensuite de sa mère, Androméda Prométhéum, qui a choisi pour elle et ses habitants de devenir des êtres de métal. Entre-temps, le vaisseau de guerre de dragon de feu arrive près de Reiji.

### Tome 7

#### Ring 44: Le Dragon de feu
Le Death Shadow quitte l'île aux pirates pour combattre le vaisseau venu de la galaxie du dragon de feu. Il semble appartenir aux métanoïdes. Le Queen Emeralda le suit dans son combat. À son bord : Maetel, Emeralda et Toshiro. Albator est resté sur Reiji pour s'occuper de Freia.

#### Ring 45: Le destin est en marche
Le Death Shadow passe en warp. Le Queen Emeralda est incapable de lui suivre et se dirige vers Rhin.

#### Ring 46: Le Troisième Garçon
Le Queen Emeralda est sur Rhin. Ses passagers suivent le combat entre le Death Shadow et le Dragon de Feu sur l'écran. Brünhilde décide d'aller retrouver Harlock et laisse son nom en héritage à ses sœurs. Elle leur donne des dernières instructions concernant un jeune garçon qui accompagnera Maetel dans son voyage.

#### Ring 47: La Planète mère
Le Death Shadow qui semble perdre le combat reprend subitement le dessus. Il détruit la première coque du vaisseau ennemi, dévoilant un vaisseau plus petit.

#### Ring 48: Le 9 septembre 9999
Wotan n'arrive pas à joindre Albérich qui est toujours en route pour la Terre. Il sera pourtant de retour le 9 septembre 9999 du calendrier du Whalalla. Le Dragon de Feu a perdu son deuxième camouflage malgré une dernière attaque très puissant, le Death Shadow le détruit facilement.

#### Ring 49: La Grande Menace
L'explosion du Dragon de Feu laisse sur le Death Shadow une fine pellicule d'or. Le vaisseau brille de mille feux mais est aussi peu discret. Albérich contacte le Valhalla pour leur annoncer que l'or volé était faux. De nouveaux ennemis jaillissent des ténèbres pour se débarrasser du Death Shadow.

#### Ring 50: Le Chien de garde de Wotan
Harlock retourne près de Rhin pour récupérer Miimé mais un vaisseau arrive. C'est celui d'Albérich près lui aussi à combattre les pirates.

#### Ring 51: Dark Line
Albérich informe Miimé que Hagen est de retour. Hagen est le fils d'Albérich et de Kriemhild, c'est lui qui commande le vaisseau surgit des ténèbres. Ce vaisseau utilise un système de propulsion par déplacement des ténèbres : le dark line. Prévoyant un rude combat, Harlock se débarrasse du revêtement doré laissé par l'explosion du Dragon de Feu. Le Queen Emeralda demande à Toshiro de le réparer tout de suite car le vaisseau veut rejoindre Harlock pour lui prêter main-forte.

#### Ring 52: Le Croiseur Phantasma
En procédant aux réparations du Queen Emeralda, Toshiro tombe dans un système anti-gravité. Pendant ce temps l'équipage des Queen Emeralda et Death Shadow reçoivent des lettres qui leur sont adressées et qui ont été écrites en 1998. Le Death Shadow et le Phantasma, le vaisseau de Hagen, se font face.

### Tome 8

#### Ring 53: Son nom était Truc
Le Death Shadow est face au Phatasma. Le Queen Emeralda et les walkyries arrivent pour lui prêter main-forte. Brünhilde décide d'accoster le Phatasma. À bord du Queen Emeralda, Toshiro a trouvé la cause du mal qui touchait le vaisseau : un animal, une espèce de chat, nommé Truc.

#### Ring 54: Hagen entre en scène
Le Death Shadow s'approche du Phantasma par le haut. Le vaisseau de Brünhilde quitte le Phantasma et pénètre à bord du Death Shadow. Brünhilde négocie pour que Harlock rencontre Hagen. Au bout de quelques minutes, Harlock et Oyama se rendent compte que ce n'est pas Brünhilde mais Hagen lui-même qui est en face d'eux. Il est équipé d'une bombe et s'apprête à la faire sauter. Wotan décide lui de faire exploser le dispositif qu'il a placé dans Hagen.

#### Ring 55: Un danger omniprésent
Les deux bombes interfèrent l'une avec l'autre et aucune n'explose. Hagen quitte le Death Shadow croisant Brünhilde qui, elle, y retourne. Harlock ordonne d'éloigner le Death Shadow du Phantasma. Quelques instants plus tard, le Phatasma disparaît à cause de l'explosion des bombes. Le trou noir a lui aussi disparu.

#### Ring 56: L’Avertissement
Le Death Shadow décide de traverser un champ magnétique pour se débarrasser de sa coque dorée. L'opération occasionne quelques dommages à la coque. Wotan sort un autre atout de sa manche. Hagen avait placé quelque chose à bord du Death Shadow qui commence à geler par la poupe.

#### Ring 57: Un feu nommé passion
Le Death Shadow gèle. Albator et Emeralda prennent une navette pour rejoindre le vaisseau de Harlock et lui prêter secours. À bord, Brünhilde a ôté sa robe et son armure. Elle l'offre à Harlock puis s'en va au fond du navire. Elle s'y embrase. Sa chaleur fait revenir la température du vaisseau à la normale.

#### Ring 58: Siegfried
Harlock part rejoindre Brünhilde qui est en flamme. Elle lui apprend qu'il est le nouveau Siegfried et que c'est donc normal qu'elle se sacrifie pour lui. Elle lui offre un dernier présent : un pendentif représentant un phénix. Harlock le confie à son fils et lui demande de rejoindre le Queen Emeralda. Une flotte phantasmagorique est en approche. Le Death Shadow repart au combat contre 168 000 vaisseaux. De retour sur l'île aux pirates, Toshiro et Albator montent à bord du Death Shadow 2 comme leur avaient demandé leurs pères. De là, Harlock et Oyama leur adressent un dernier message, des dernières recommandations. Puis le Death Shadow plonge sur la flotte des Phatasmagora et l'ensemble des vaisseaux disparaît dans un éclair. À bord du Death Shadow, deux enfants admirent le Jolly Roggers, le drapeau des pirates, que leurs pères leur ont laissé en héritage. Deux enfants à l'avenir plein d'aventures.

## Bonus

### L’Éternel Allegretto
Le tome 2 est complété de L’Éternel Allegretto, une histoire inédite de Leiji Matsumoto. Ces 23 planches racontent l'histoire du chef d'orchestre allemand Wilhelm Furtwängler et tente de réhabiliter cet artiste pour qui Matsumoto a beaucoup d'admiration. Cette histoire a été publiée le 4 novembre 1974 dans le magazine FM Rekoparu.

### Bruno Walter
Le tome 4 est complété de Bruno Walter, l'histoire de la grande vie d'un chat et d'un tourne-disque. Cette histoire a été publiée le 27 janvier 1975 dans FM Rekoparu. Cette histoire est proche de L’Éternel Allegretto et raconte l'histoire d'un autre chef d'orchestre allemand, Bruno Walter. Elle est complétée de notes sur sa discographie.

### Herbert von Karajan
Le tome 5 est complété de Herbert von Karajan. Cette histoire a été publiée le 21 avril 1975 dans FM Rekoparu. Elle raconte l'histoire d'un couple. L'homme est passionné par les modèles réduits et elle par Karajan. Cette histoire est complétée de notes sur sa discographie.

## À propos de l'œuvre

### Une histoire-clé
Ce manga met en scène le capitaine Albator dans l'univers de la tétralogie créé par Richard Wagner : L'Anneau du Nibelung. Les premiers tomes reprennent les grandes lignes du prologue de la tétralogie de Wagner : L'Or du Rhin. Ensuite, Leiji Matsumoto décrit les conséquences de cette saga dans le passé d'Albator. On y croise Great Harlock, le père d'Albator, docteur Oyama, le père de Toshiro, les jeunes Maetel et Emeraldas. Ce manga tente de faire le lien entre les différentes séries de science-fiction de Leiji Matsumoto, comme Capitaine Albator ou Galaxy Express 999. Certaines questions en suspens trouveront leur réponse dans le deuxième voyage du Galaxy Express 999.

### Le premier manga sur Internet
À partir de la seconde partie, les Walkyries, le manga est publié sur Web Shinchô, un magazine en ligne. C'est le premier manga en ligne de l'histoire d'Internet. Leiji Matsumoto a dû adapter ses mises en pages au format écran. Ainsi, la plupart des planches sont scindées en deux parties dans le sens de la hauteur. Certaines planches sont donc lues en deux parties, d'autres se lisent avec la barre de défilement. Il utilise aussi des zooms afin de jouer avec le défilement. Le manga sur le net est un succès. Il enregistre à ses débuts dans les 400 000 visites. L'idée à l'époque était d'y ajouter de la musique mais la technologie n'était pas aussi évoluée qu'aujourd'hui et l'auteur a préféré rendre la lecteur fluide en évitant des téléchargements lourds.

## Adaptation
- Harlock Saga : Les premiers chapitres de ce manga furent adaptés dans une série de 6 OVA en 1999.